# 柏野村
柏野村（かしわのむら）は、石川県石川郡に存在した村。
村名は、合併した4村において、中世の所領単位として「柏野」の名が使われていたことによる。その柏野は、この地が「楢柏野」と呼ばれていた原野だったことに由来し、室町時代から柏野の名が見えている。
この地で生まれた盆踊り唄に『柏野じょんから節』があり、柏野じょんがら踊りが行われている。

## 地理
- 現在の白山市の北西部、旧・松任市においては西南部に位置。
- 江戸時代における、北国街道（後の国道8号）の通過地点であり、宿場があった。
- 当時の農業は稲作中心、その他の産物にワラ製品があった。
- 河川など:大慶寺用水

## 歴史
- 1889年（明治22年）4月1日 - 町村制の施行により、石川郡下柏野村、上柏野村、荒屋柏野村及び小上村の区域をもって、石川郡柏野村が発足する。
- 1947年（昭和22年） - 村立柏野中学校開校。
- 1953年（昭和28年） - 柏野中学校が石川村外三ヶ村中学校組合立笠間中学校（現・白山市立笠間中学校）に統合。
- 1954年（昭和29年）11月3日 - 松任町、柏野村、旭村、中奥村、林中村、一木村、出城村、御手洗村、宮保村、笠間村及び石川村が合併して、改めて松任町が発足する。4大字は松任町の町名に継承。

## 教育
- 柏野村立柏野小学校

（1962年（昭和37年）4月1日に、御手洗小学校、一木小学校、出城小学校と統合し松任町立第二小学校（現・白山市立蕪城小学校）が創立されたため閉校。跡地は柏野じょんがら公園となっている。なお、旧・柏野村の4町は現在は松陽小学校の学区内となっている）